# Suspensão automotiva

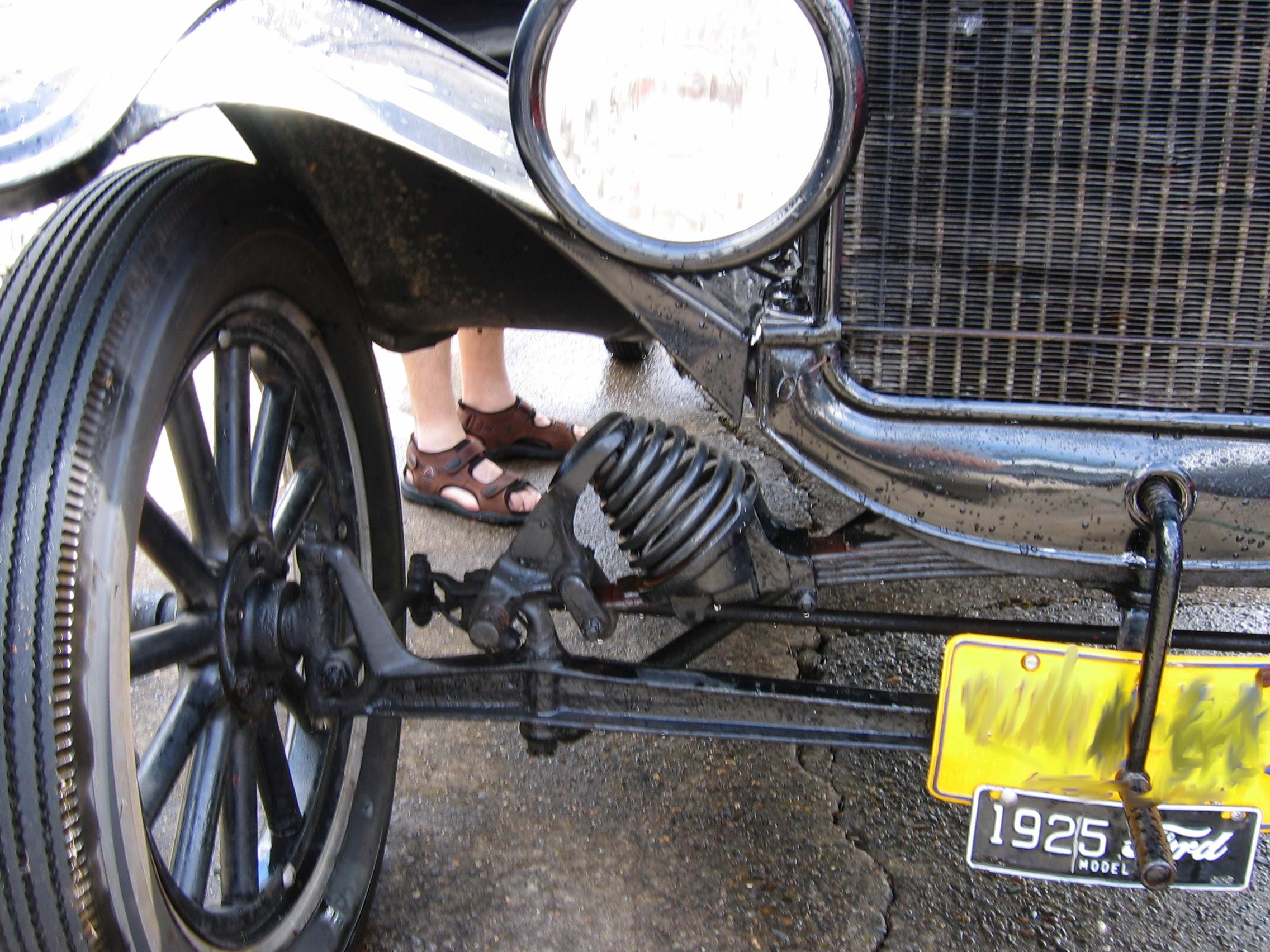
Componentes da suspensão dianteira de um Ford-T.

Suspensão é um conjunto de peças que adequa a transmissão de energia da excitação de base (uma lombada, por exemplo) e a capacidade de aderência do veículo ao solo. É feito por um conjunto de mola e amortecedor. O conjunto suspensão pode ser considerado como um filtro mecânico, pois pode permitir ou rejeitar faixas de frequências do espectro da excitação do solo. Por isso, carros fora de estrada e urbanos possuem características díspares quanto ao desempenho. É pertinente ressaltar que o primeiro, em geral, possui exigências maiores quanto às solicitações mecânicas, tornando o projeto de suspensão mais restrito suspensão dianteira como traseira; e mista - espiral na frente e feixe atrás. E ainda o tipo de torção, constituído por uma barra de torção ou um feixe de lâminas, que absorvem os impactos deformando-se. Estas barras de torção são encontradas na suspensão traseira dos VW Fusca e VW Kombi, entre outros veículos.

Tipos mais comuns de suspensões vistos por trás.

A suspensão, portanto, é um sistema presente em veículos que é responsável por absorver as irregularidades do terreno e manter todas as rodas no chão pelo máximo tempo possível. O sistema de suspensão absorve, por meio dos seus componentes, todas as irregularidades do solo e também é responsável pela estabilidade do automóvel.

## Principais componentes
Os principais componentes do sistema de suspensão são:
- Pneus
- Molas
- Amortecedores

## Geral
Sem as molas e os amortecedores, que permitem a movimentação controlada do sistema, o desconforto seria muito grande, principalmente em pisos irregulares. Sem falar na vida útil do veículo, que diminuiria muito com os fortes impactos sofridos. Com os impactos transferidos para o veículo, há sofrimentos tanto do usuário como para o automóvel.
No automóvel podem vir a causar trincas na sua estrutura, que praticamente comprometeria todo o veículo.
Outro problema seria aqueles incômodos ruídos do painel do automóvel, que com a vibração e os impactos sofridos, aumentariam.
Molas e amortecedores trabalham em conjunto. A mola absorve os impactos sofridos pelas rodas e os amortecedores seguram a sua distensão brusca, evitando oscilações no veículo.

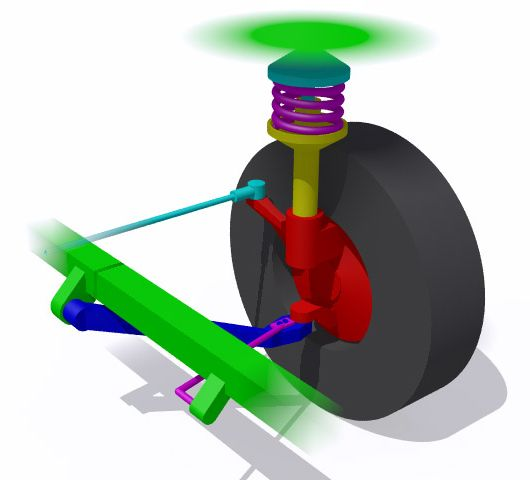
Suspensão MacPherson.

Nos veículos leves, a maioria das suspensões utilizam a mola helicoidal, que é formada por uma barra de aço enrolado em forma de espiral. Existem também outros tipos de molas, como as barras de torção (utilizado nos veículos VW como o Fusca, a Brasília, etc.) e as semi-elípticas (utilizadas em veículos de carga).
A mola helicoidal pode trabalhar tanto na dianteira como na traseira do veículo. Seu posicionamento na suspensão depende da sua construção e estrutura. Entre os tipos de suspensões mais utilizadas no Brasil estão as do tipo McPherson e as de duplo triângulos, ambos suspensões independentes.

## Suspensão independente
Suspensão independente é aquela que cada um dos lados estão ligados às rodas de forma independente, ou seja, se uma roda passar por um desnivelamento, somente ela será deslocada, não modificando o posicionamento da roda oposta. Já uma suspensão rígida, também chamado de ponte ou eixo rígido, as rodas estão ligadas diretamente por meio de um eixo. Se uma das rodas se deslocar devido a um desnivelamento, a roda oposta também irá se deslocar. A suspensão independente é mais frágil que a rígida e exige cuidados especiais dependendo do veículo ao qual será utilizada.

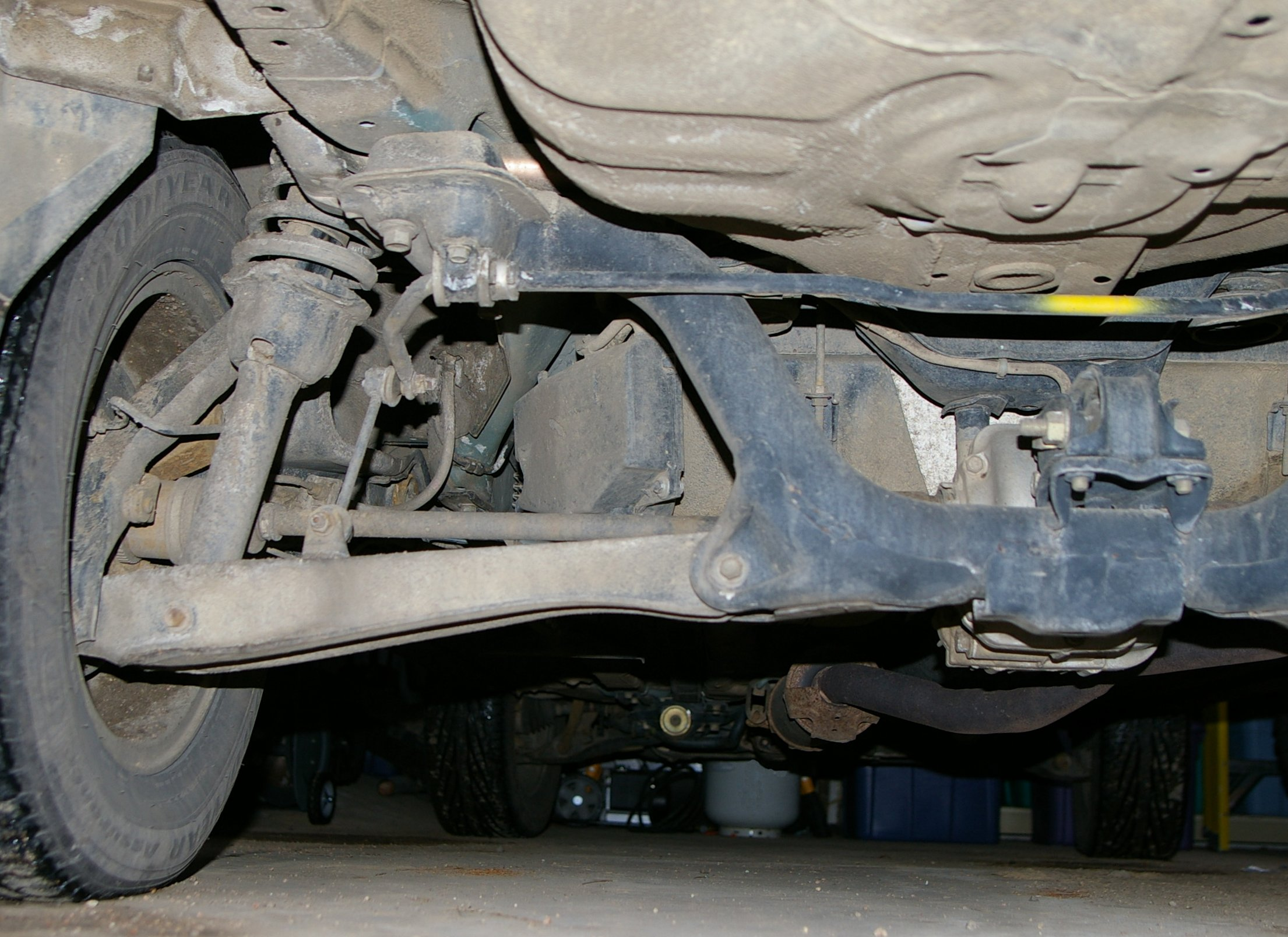
Suspensão traseira do Honda CR-V que é do tipo independente.

Os pinos esféricos ou pivôs da suspensão são pinos articulados que prendem o cubo da roda à suspensão. Os pivôs de suspensão fazem a ligação entre as partes suspensas (chassi, carroceria) e as partes não suspensas (telescópico, manga de eixo, cubo de roda). Eles recebem grandes cargas e esforços durante a aceleração, frenagem e curvas, e, em alguns casos, também suportam o peso do veículo. Os pivôs possuem uma coifa de proteção que impedem que poeiras ou qualquer tipo de material estranho penetre no alojamento da esfera de articulação. Isso evita o desgaste prematuro do componente e a sua quebra.
A quebra de um pivô consiste no desligamento do cubo de roda à suspensão. Com o veículo em movimento, poderá causar sérios acidentes. Normalmente, com a quebra do pivô a roda cai. O braço de suspensão ou a bandeja permite a articulação das rodas na suspensão.
Em veículos que utilizam bandejas na suspensão, o seu papel é idêntico aos braços, só o seu formato é que muda, pois, normalmente tem aspecto triangular. As bandejas ou os braços de suspensão articulam-se em juntas de metal-borracha chamadas de silent-block, também conhecidas como buchas de bandeja. As mesmas devem ser substituídas quando apresentarem desgaste, pois, além de provocar folgas na suspensão, ainda provocam ruídos indesejáveis.
É aí que entra a função dos amortecedores. Eles limitam as oscilações, frenando a abertura e fechamento da suspensão, tornado a dirigibilidade muito mais segura e estável.
Com o tempo, é normal que estas buchas se danifiquem. Caso isso ocorra, as mesmas devem ser substituídas por novas junto com suas braçadeiras.

## Amortecedor
Há três tipos de amortecedor: convencional, pressurizado e eletrônico.
O amortecedor convencional ou amortecedor hidráulico é constituído por um conjunto de pistão e válvulas, fixado a uma haste que se move dentro de um tubo com óleo específico para altas temperaturas e pressões. As válvulas regulam a passagem do óleo, controlando a velocidade da haste.

## Barra estabilizadora
A barra estabilizadora evita a inclinação da carroceria em demasia durante as curvas a fim de não se perder estabilidade. O estabilizador constitui-se de uma barra de aço curvada em forma de "U" e é instalada transversalmente no veículo em suspensões independentes.